# Мысык-Сяне
Мысык-Сяне (устар. Мыысык-Сээнэ) — река в Жиганском районе Якутии, левый приток реки Лена. Длина — 47 км.
Вытекает из озёр Мугурлах, протекает через озеро Мысык-Кюель.
Есть один значительный приток, длиной 11 км, названия не имеет, впадает в 25 км от устья по левому берегу.
Мысык-Сяне впадает в Лену через безымянный проток, отделяющий остров Хара-Сыр, на высоте 26 м, в 670 км от устья.
По данным государственного водного реестра России относится к Ленскому бассейновому округу.